# Belleville (Rhône)
Pour les articles homonymes, voir Belleville.
Belleville est une ancienne commune française, située dans le département du Rhône en région Auvergne-Rhône-Alpes.
Elle fait partie depuis 2019 de la commune nouvelle de Belleville-en-Beaujolais.

## Géographie
Belleville est située à environ 45 km au nord de Lyon, au bord de la Saône.

### Transports
Belleville possède une gare SNCF. De 1869 à 1987, il y avait aussi un chemin de fer (ligne de Belleville à Beaujeu) qui est devenu aujourd'hui la voie verte du Beaujolais. De nombreux bus passent par Belleville, dont une navette faisant le tour de la ville et des transports scolaires.

## Toponymie
Belleville est parfois appelée, à titre d'usage, Belleville-sur-Saône, mais l'appellation officielle, retenue par le code officiel géographique de l'INSEE, reste Belleville. L'appellation Belleville-en-Beaujolais a été également un temps envisagée et même retenue pour la dénomination inscrite sur les plaques de rues. Cette appellation a in fine été officialisée dans le cadre de la fusion avec la commune de Saint-Jean-d'Ardières

## Histoire
Le lieu a été habité dès la préhistoire, comme le prouvent des objets trouvés au bord de la Saône datant de l'âge de pierre. On attribue à la commune l'ancienne cité romaine de Lunna. Le territoire aurait également été occupé par des Gaulois, d'après des fouilles archéologiques. La ville de Belleville a réellement été fondée par les Sieurs de Beaujeu, notamment Hubert III, qui entoure la ville de remparts, lui offre une charte et fonde, en 1158, une abbaye, achevée en 1179 qui devient la nécropole des Sires de Beaujeu. La ville se développe peu à peu, notamment dans le vin. On y expédie également le bois, l'huile le blé et les vins grâce à la Saône. 
Au fil des siècles, la ville connait des pillages, des maladies tel la peste, mais respectera sa devise « durablo » (je durerais).
Au XIXe siècle, l'arrivée ferroviaire va également contribuer à l'accroissement de la commune.
Par un arrêté préfectoral du 2 novembre 2018, elle fusionne avec Saint-Jean-d'Ardières pour former la commune nouvelle de Belleville-en-Beaujolais.

## Politique et administration

### Tendances politiques et résultats
Lors des élections municipales 2014, la liste conduite par Bernard Fialaire (Belleville au cœur), maire sortant LDD, a été élue dès le premier tour avec 1 736 voix (100 % des suffrages exprimés).

### Liste des maires
| Période      | Période  | Identité        | Étiquette | Qualité |
| ------------ | -------- | --------------- | --------- | ------- |
| janvier 2019 | mai 2020 | Mireille Broyer |           |         |
| mai 2020     | En cours | Malik Hechaïchi |           |         |

| Période                                  | Période              | Identité               | Étiquette                 | Qualité |
| ---------------------------------------- | -------------------- | ---------------------- | ------------------------- | --- |
| 1789                                     | 1790                 | Jean-François Lagrange |                           | |
| 1790                                     | 1810                 | Étienne Despinay       |                           | |
| 1814                                     | 1815                 | Benoît Chassaignon     |                           | |
| 1892                                     | 1894 (décès)         | Joseph Martel          |                           | Médecin Conseiller général du canton de Belleville (1888 → 1894) |
| 1894                                     | 1908                 | Paul Dargaud           |                           | Négociant |
| Les données manquantes sont à compléter. |                      |                        |                           | |
| 1941                                     | 1945                 | Antoine Ferraud        |                           | Négociant en vin |
| 1945                                     | 1947                 | Jean-Marie Bardonnet   |                           | Commerçant |
| 1947                                     | 1957                 | Marius Mathon          |                           | Entrepreneur |
| 1957                                     | octobre 1973 (décès) | Joseph Rosselli        | FGDS                      | Ingénieur conseil puis directeur de cabinet Député de la 10e circonscription du Rhône (1967 → 1968) Conseiller général du canton de Belleville (1964 → 1973)                                         |
| octobre 1973                             | mars 1977            | Alexis Bichonnier      | PS                        | Conseiller général du canton de Belleville (1973 → 1976) |
| mars 1977                                | mars 1983            | Robert Morillon        | UDF-Rad.                  | Conseiller général du canton de Belleville (1982 → 1983) |
| mars 1983                                | mars 1989            | Raymond Quintaux       |                           | |
| mars 1989                                | juin 1995            | Georges Dutrève        | app. UDF                  | Conseiller général du canton de Belleville (1983 → 1994) |
| juin 1995                                | décembre 2018        | Bernard Fialaire       | UDF puis PR-UDI puis MRSL | Médecin Conseiller général (1994 → 2015) puis départemental du canton de Belleville (2015 → ) Président de la CC Beaujolais Val de Saône (1995 → 2014) Président de la CC Saône Beaujolais (2014 → ) |
| Les données manquantes sont à compléter. |                      |                        |                           | |

## Population et société

### Démographie
L'évolution du nombre d'habitants est connue à travers les recensements de la population effectués dans la commune depuis 1793. Pour les communes de moins de 10 000 habitants, une enquête de recensement portant sur toute la population est réalisée tous les cinq ans, les populations de référence des années intermédiaires étant quant à elles estimées par interpolation ou extrapolation. Pour la commune, le premier recensement exhaustif entrant dans le cadre du nouveau dispositif a été réalisé en 2008.

En 2016, la commune comptait 8 262 habitants, en évolution de +4,37 % par rapport à 2010 (Rhône : +3,93 %, France hors Mayotte : +2,11 %).
| 1793  | 1800  | 1806  | 1821  | 1831  | 1836  | 1841  | 1846  | 1851  |
| ----- | ----- | ----- | ----- | ----- | ----- | ----- | ----- | ----- |
| 1 536 | 1 818 | 1 755 | 1 800 | 2 436 | 2 448 | 2 425 | 2 831 | 3 070 |

| 1856  | 1861  | 1866  | 1872  | 1876  | 1881  | 1886  | 1891  | 1896  |
| ----- | ----- | ----- | ----- | ----- | ----- | ----- | ----- | ----- |
| 2 919 | 3 052 | 3 261 | 3 271 | 3 364 | 3 054 | 3 167 | 2 892 | 2 922 |

| 1901  | 1906  | 1911  | 1921  | 1926  | 1931  | 1936  | 1946  | 1954  |
| ----- | ----- | ----- | ----- | ----- | ----- | ----- | ----- | ----- |
| 2 906 | 3 119 | 2 941 | 2 671 | 2 893 | 2 961 | 3 038 | 3 187 | 3 575 |

| 1962  | 1968  | 1975  | 1982  | 1990  | 1999  | 2006  | 2008  | 2013  |
| ----- | ----- | ----- | ----- | ----- | ----- | ----- | ----- | ----- |
| 4 040 | 5 837 | 6 360 | 6 397 | 5 935 | 5 840 | 7 113 | 7 465 | 8 123 |

| 2016  | - | - | - | - | - | - | - | - |
| ----- | - | - | - | - | - | - | - | - |
| 8 262 | - | - | - | - | - | - | - | - |

### Enseignement
Belleville possède deux écoles primaires publiques et une privée.
Le collège public Émile-Zola, rénové en 2006 et 2009, accueille environ 800 élèves (en 2013)[réf. nécessaire]. Il abrite une unité pédagogique d'intégration (ULIS) pour des élèves en situation de handicap et possède une SEGPA (section d'enseignement général et professionnel adapté) qui accueille des élèves de la 6e à la 3e présentant d'importantes difficultés d'apprentissage.
Mitoyen au collège, le lycée Aiguerande, ouvert en septembre 2000, propose une section d'enseignement général et technologique et une section d'enseignement professionnel.

### Manifestations culturelles et festivités
- Fête des conscrits le dernier dimanche de février.

### Santé
La ville de Belleville dispose d'un hôpital gériatrique accueillant par ailleurs une maison médicale de garde. Pour une hospitalisation d'un autre type, les habitants peuvent aller à l’hôpital nord-ouest de Villefranche-sur-Saône (Gleizé) ou à Mâcon.

### Sports
Plusieurs sports peuvent être pratiqués à Belleville.
Le BCB est le club de basketball. Avec une équipe en R2, il continue d'évoluer à tout niveau avec des entraîneurs professionnels.  
Le RCBB est le club de rugby de la commune. Plusieurs tournois sont organisés dans l'année et il est possible que, pendant les vacances scolaires, il y ait un échange avec un club de rugby d'Angleterre.
Le Beaujolais Val de Saône Handball est le club de handball créé en 1969 (anciennement CLOB) regroupe plus de 350 licenciés. Label Or des écoles de hand, toutes les équipes jeunes évoluent au niveau régional, et, l'équipe seniors masculins, après avoir remporté la Coupe de France régionale en mai 2013, évolue au niveau National. Le club organise chaque année à Pentecôte le BeaujolHand, l'un des plus importants tournois de handball sur herbe.
Le Triton Club Belleville est le club de natation fondé en 1973, à la piscine municipale de Belleville.
Il y a également le tennis (tennis club Belleville), le karaté, le cyclisme, le judo, le football ainsi que « gim'saône fitness ».
Plans d'eau des Sablons : pêche à quatre cannes.

### Environnement
La ville dispose d'un cadre de verdure, de nombreux parcs. La ville dispose également du lac des Sablons, interdit à la baignade.

## Économie
Belleville offre un cadre de vie serein et paisible, avec beaucoup d'espaces arborés entretenus par la mairie, trois hypermarchés et un marché public.
Belleville profite de plusieurs entreprises dont le développement est international, notamment le cas des Établissements C. Roux et fils, propriété de la famille Roux.

## Culture locale et patrimoine

### Lieux et monuments

#### Religieux
- Maison du Temple de Belleville[10] (Templiers, non localisée)

- Commanderie hospitalière de Belleville au grand prieuré d'Auvergne, actuellement sur le territoire de la commune de Taponas[Note 2]
- L'abbatiale de l'Assomption de Belleville (ou Notre-Dame de Belleville) est un édifice classé monument historique depuis 1862. Témoin majeur de l'art roman dans la région, de par son architecture et ses dimensions, sa construction débute en 1168 par Humbert III, sire de Beaujeu et seigneur du Beaujolais et s'achève seulement 11 ans après, en 1179. L'église est consacré à la Vierge Marie. Il s'agit du cœur d'une abbaye de l'ordre de Saint-Augustin, détruite lors de la Révolution française. L'église Notre-Dame comprenait par ailleurs la nécropole des sires de Beaujeu. Les dimensions de l'édifice sont remarquables : 63 m de long et 28 m de large au niveau du transept. Son architecture extérieure présente une très grande homogénéité de style roman. L'intérieur est également de pur style roman, avec cependant quelques éléments du XIVe siècle dans le chœur. Subsistent à l'intérieur du bâtiment des peintures aux styles et couleurs médiévaux (plafonds, murs, colonnes) datant de la dernière grande restauration du XIXe siècle. Le mobilier liturgique du chœur a été créé en 2004 par l'artiste Goudji. L'église Notre-Dame de Belleville est l'église principale de la paroisse Saint-Augustin en Beaujolais qui regroupe les communes de Belleville, Saint-Georges-de-Reneins, Saint-Jean d'Ardières, Taponas et Dracé.

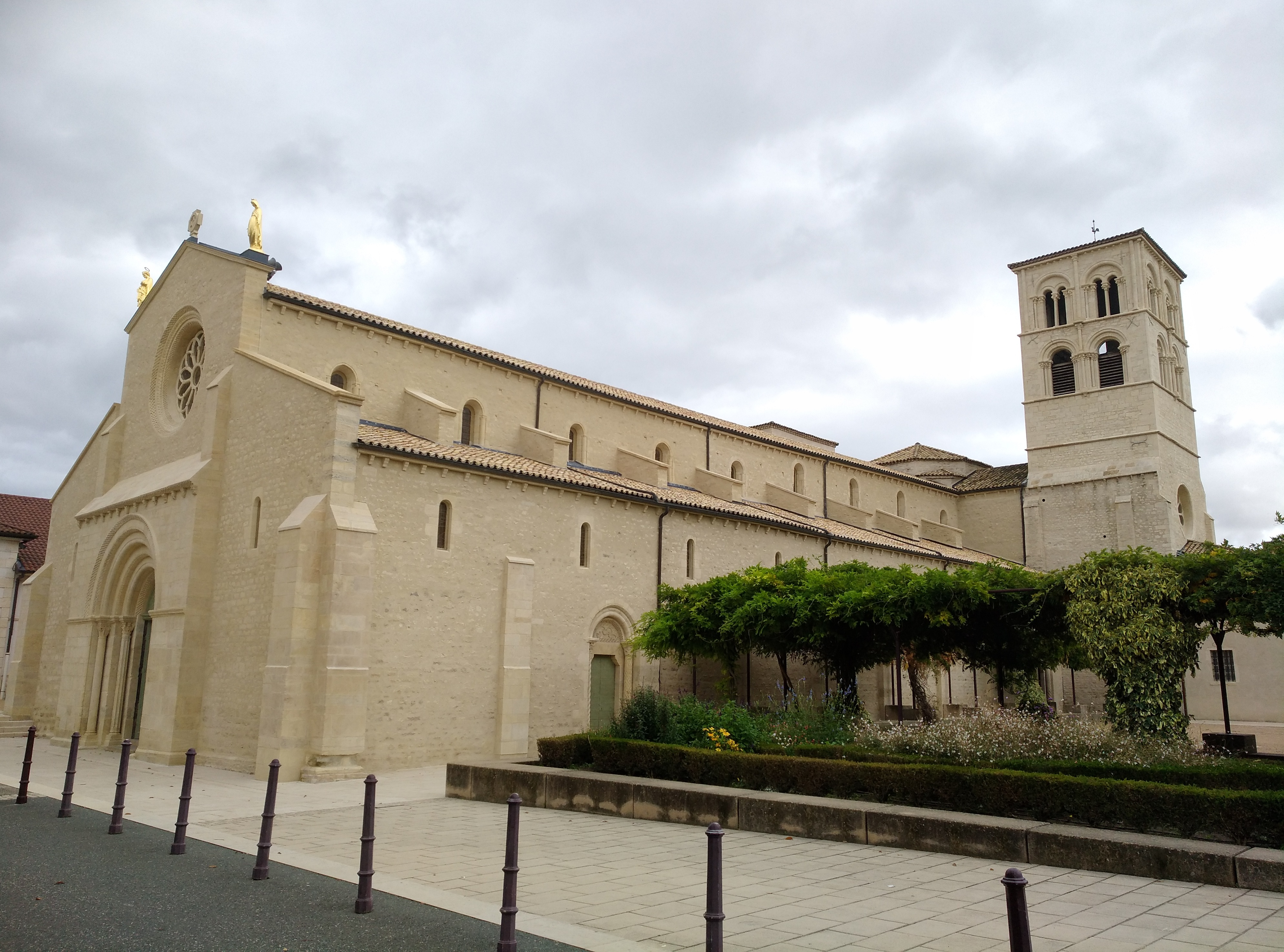
Vue depuis le parvis.
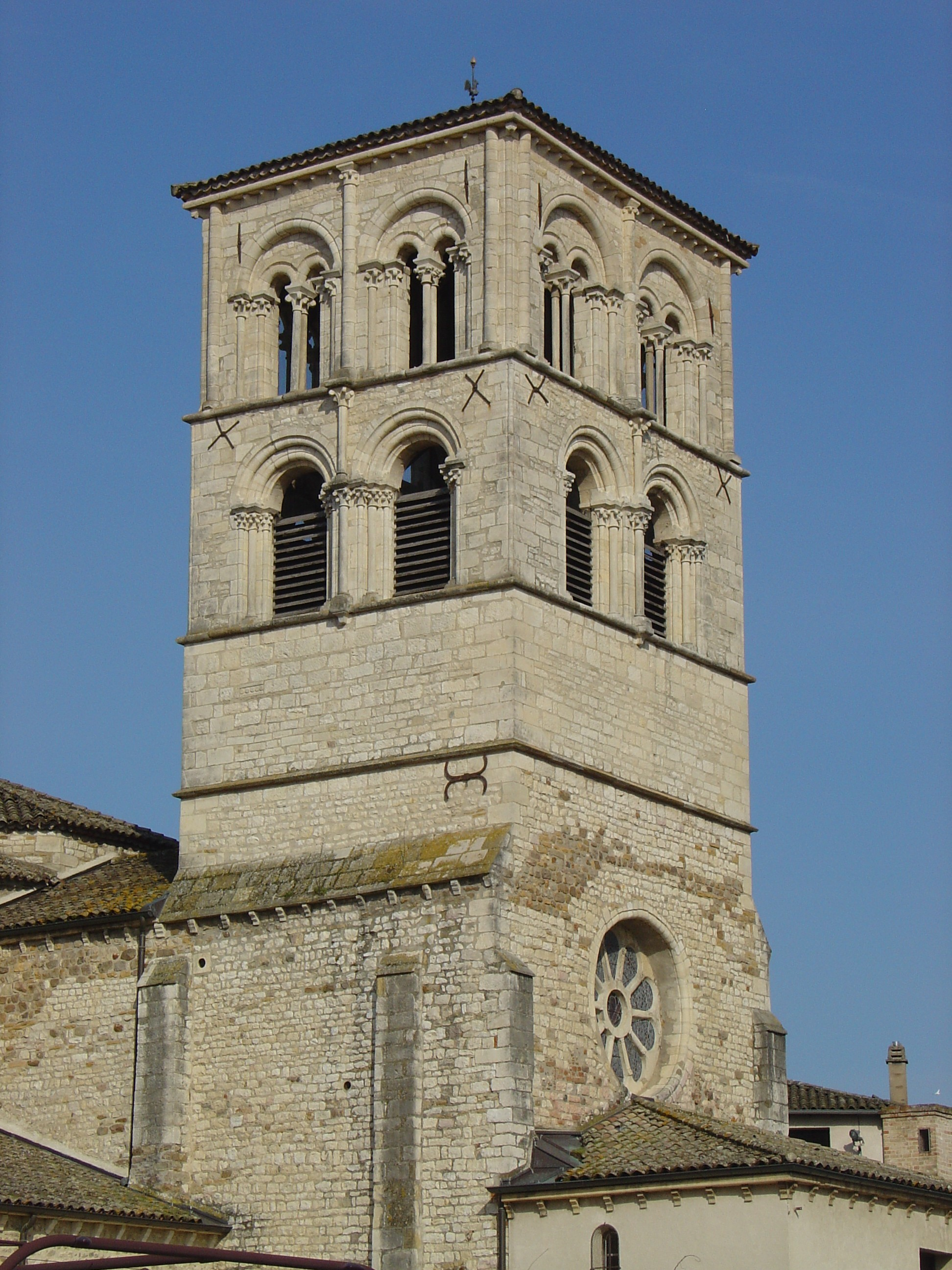
Le clocher.
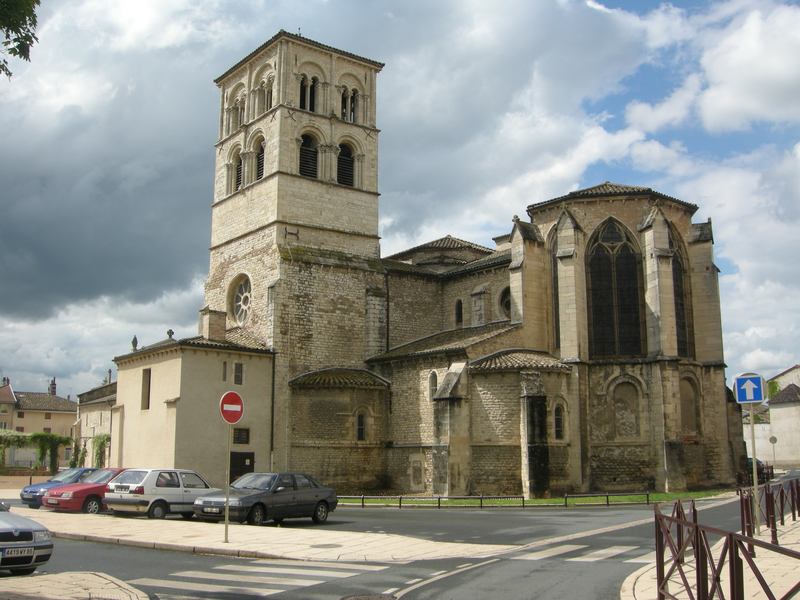
Vue arrière.
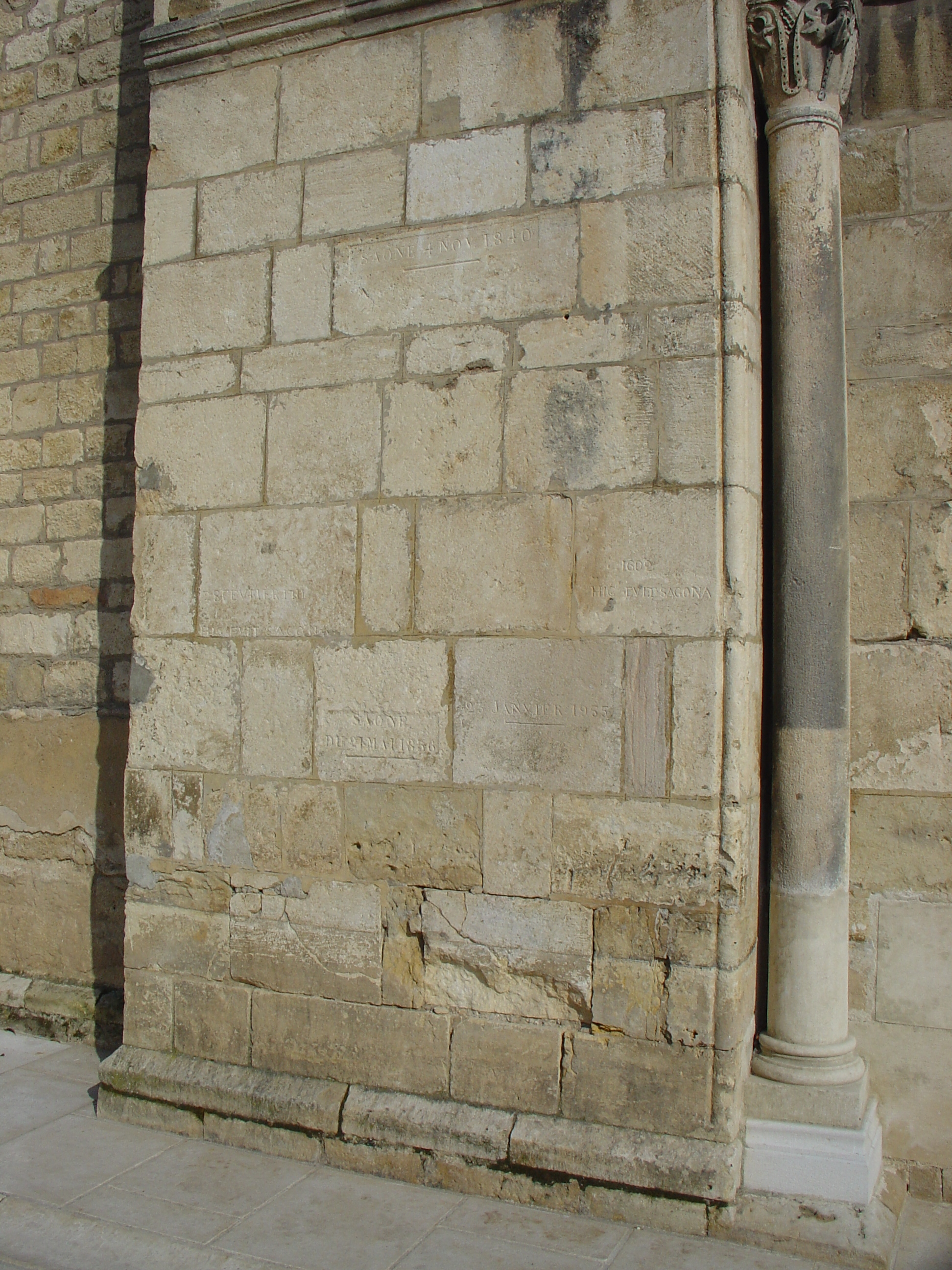
Indication du niveau des crues historiques de la Saône sur le mur à gauche du portail.

#### Civils et économiques
- L'Hôtel-Dieu de Belleville et son apothicairerie sont classés monument historique depuis 1994. Le bâtiment est utilisé par l'office du tourisme, par la bibliothèque municipale et également par un musée.

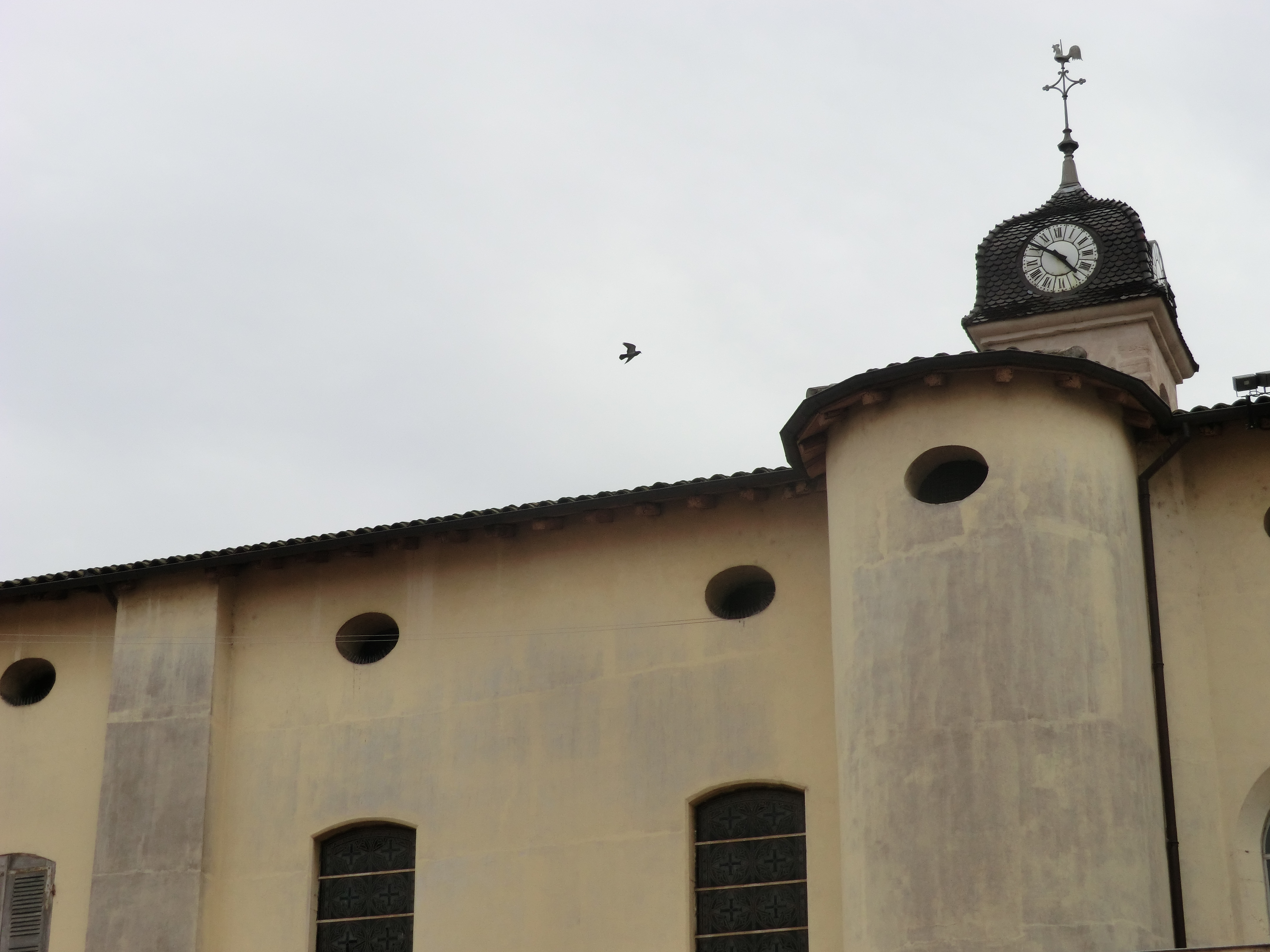
Vue de l'Hôtel-Dieu et de son clocher.
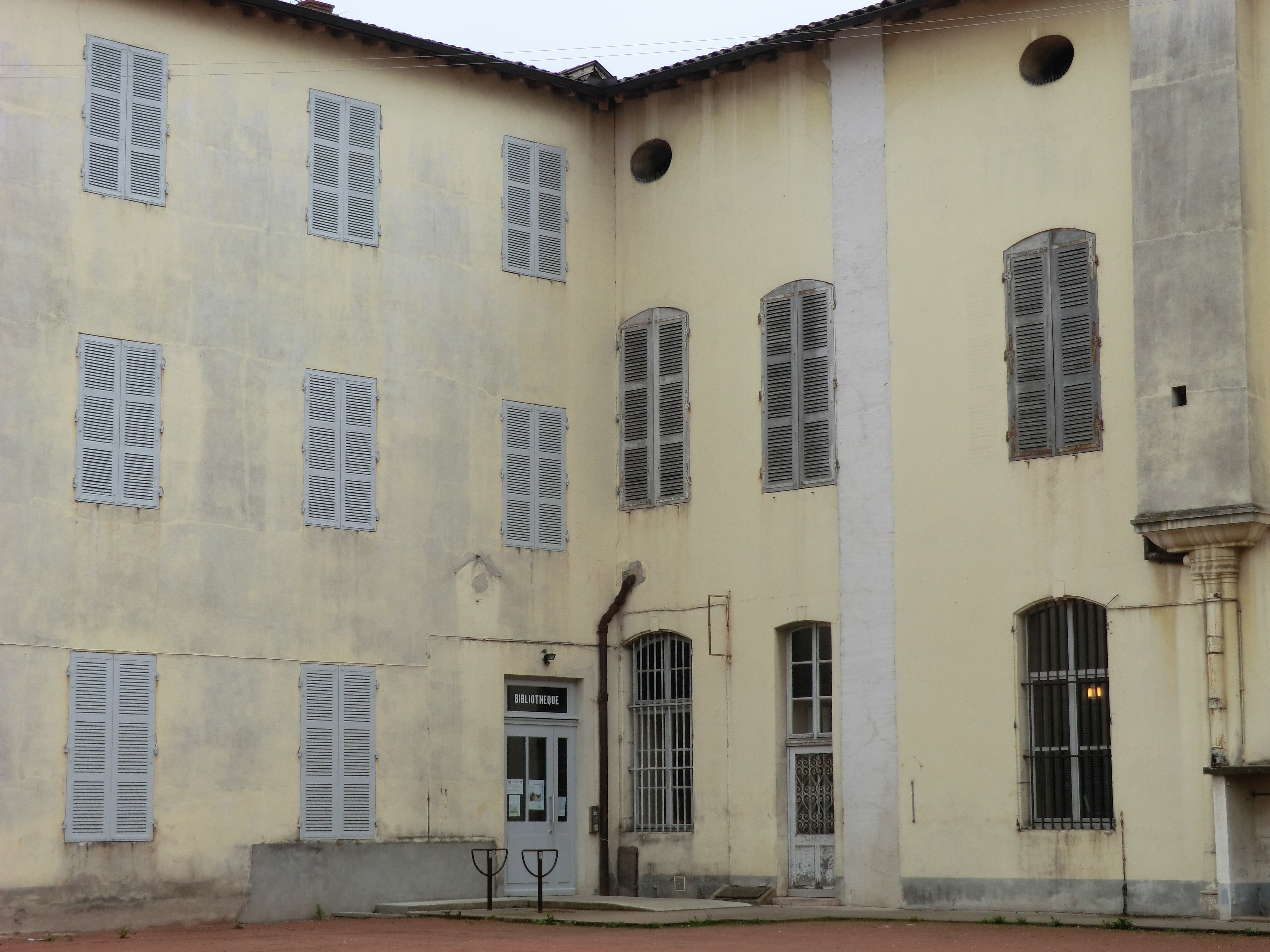
La bibliothèque municipale.
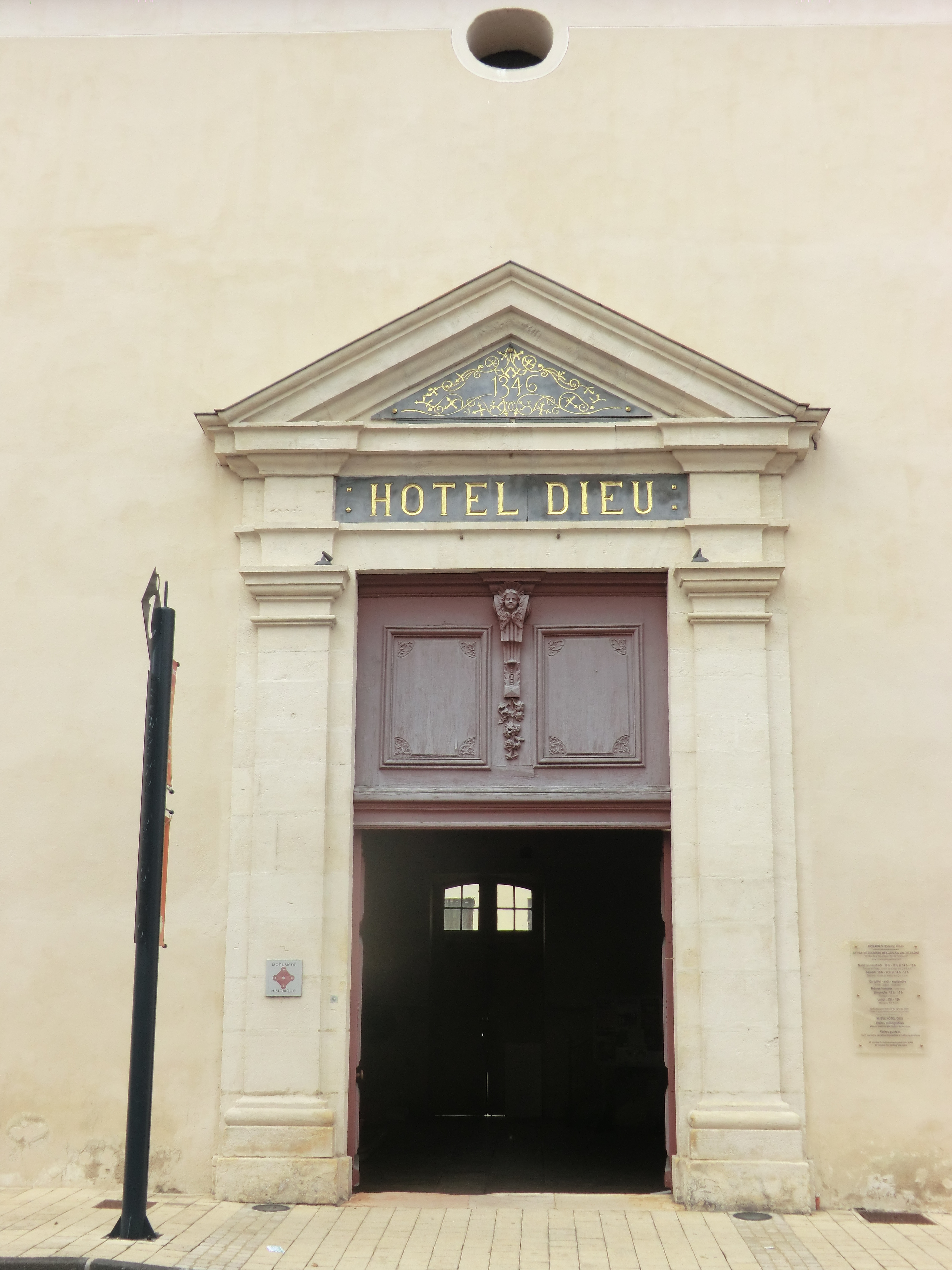
Entrée du musée.

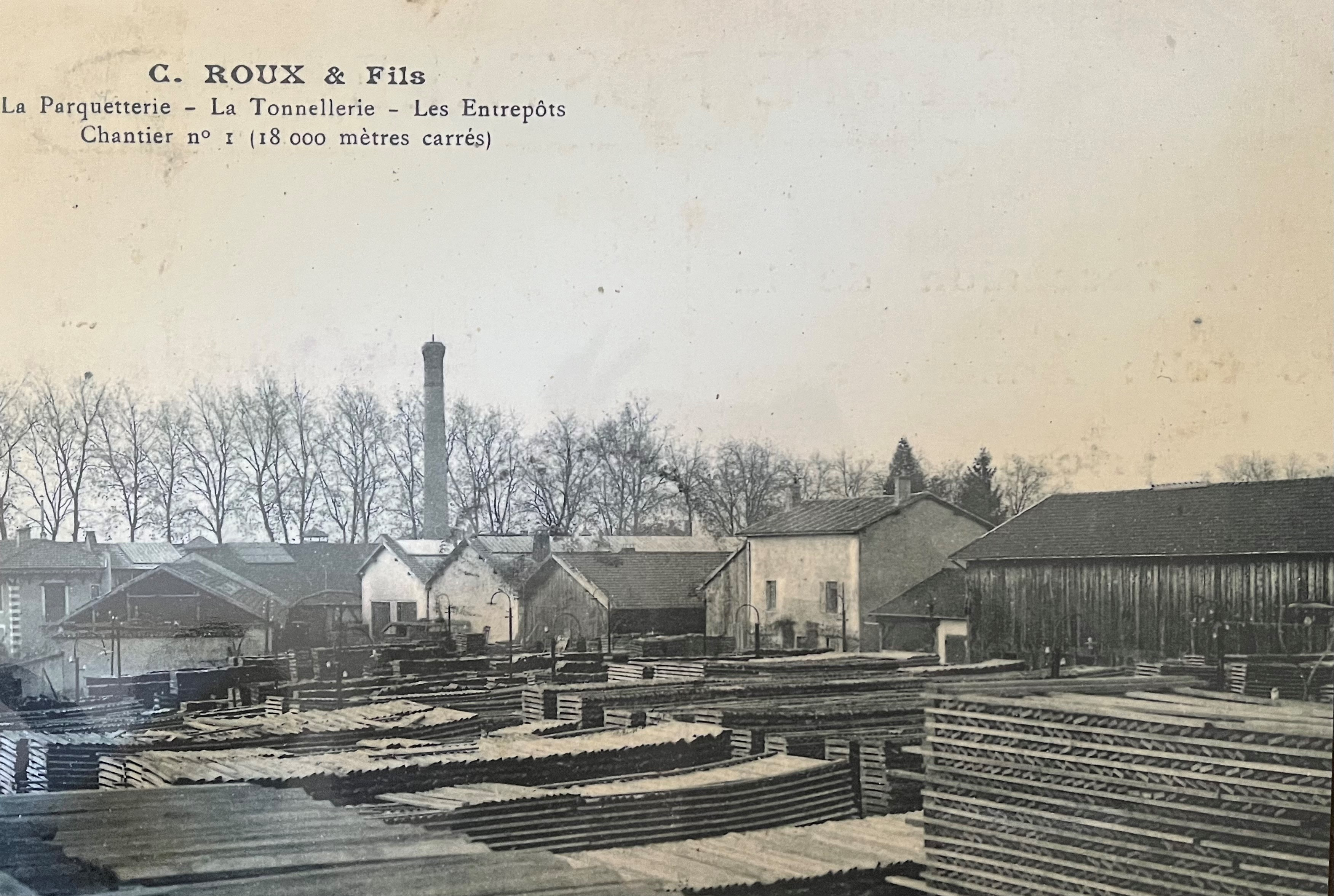
Les Établissements C. Roux et fils, fondés par la famille Roux en 1854, spécialisés dans la fabrique de parquet et de tonneaux. L'usine Roux constituait un site patrimonial exceptionnel présentant l'histoire d'une des plus grandes entreprises de la région entre le XIXe et le XXe siècle. La commune a acheté les bâtiments de la tonnellerie en 2015 pour y aménager un musée.  - Ateliers C. Roux et fils - Vue de la parquetterie, de la tonnellerie et des entrepôts
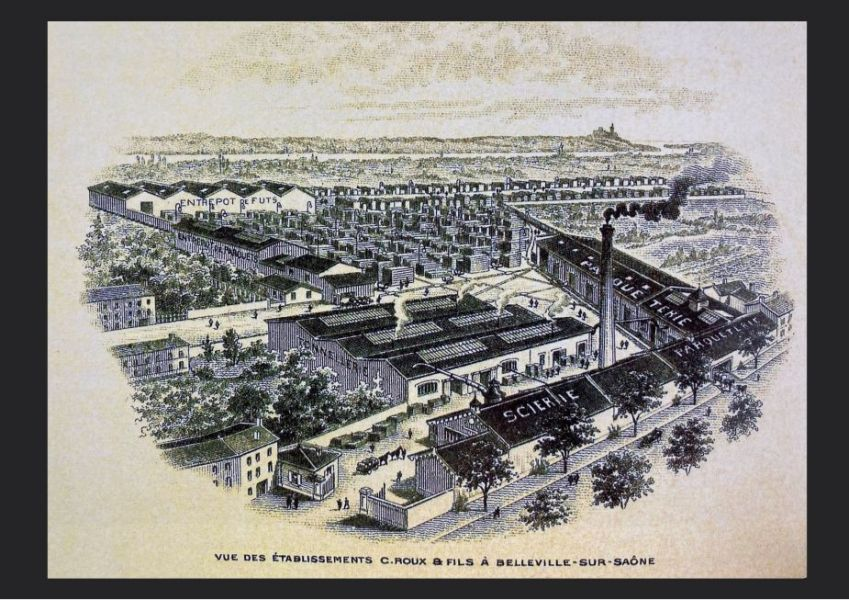
Vue des établissements C. Roux et fils
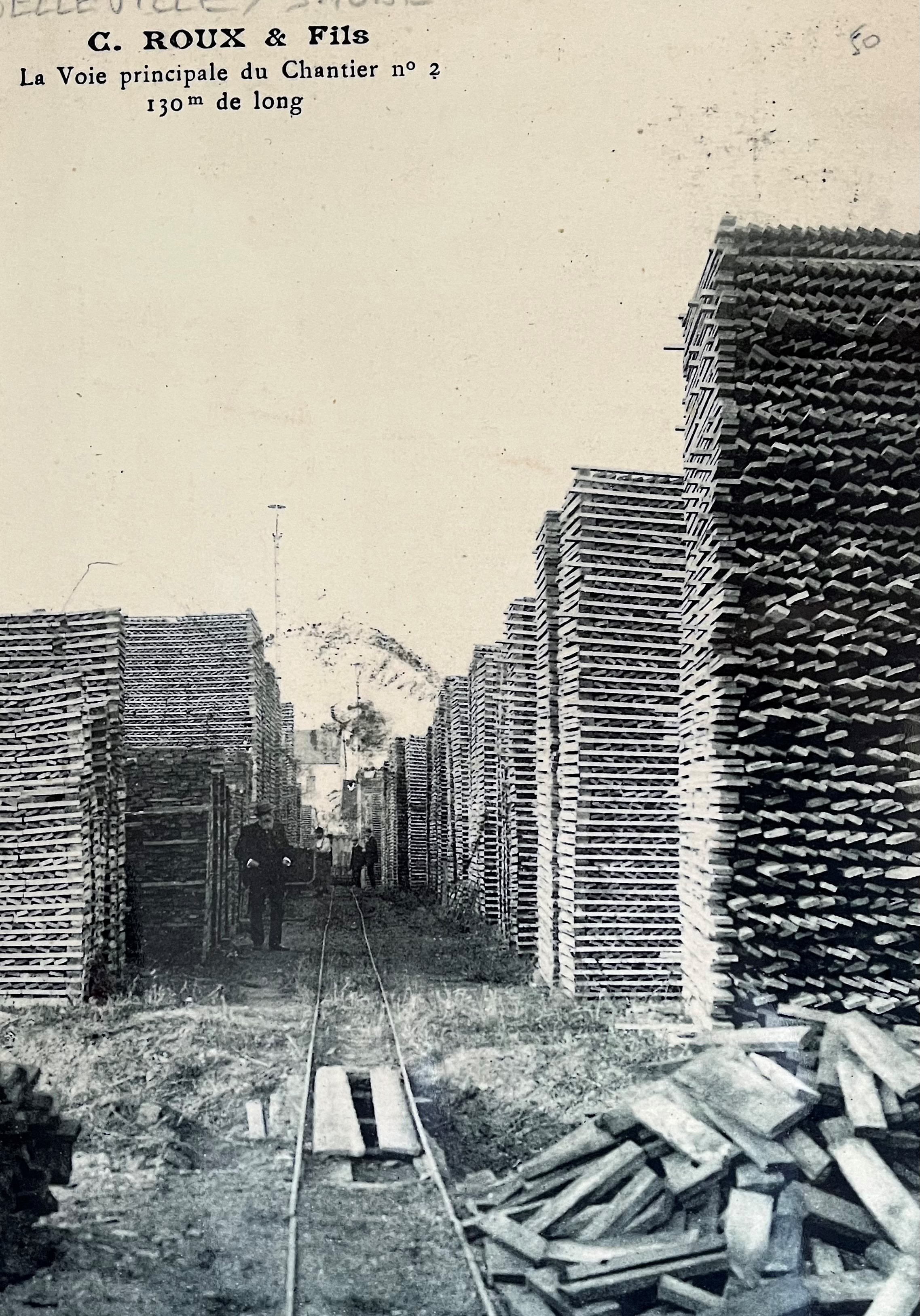
Ateliers C. Roux et fils - Séchage et aperçu de la voie métrique
  - Vue des établissements C. Roux et fils
  - Ateliers C. Roux et fils - Séchage et aperçu de la voie métrique

### Espaces verts et fleurissement

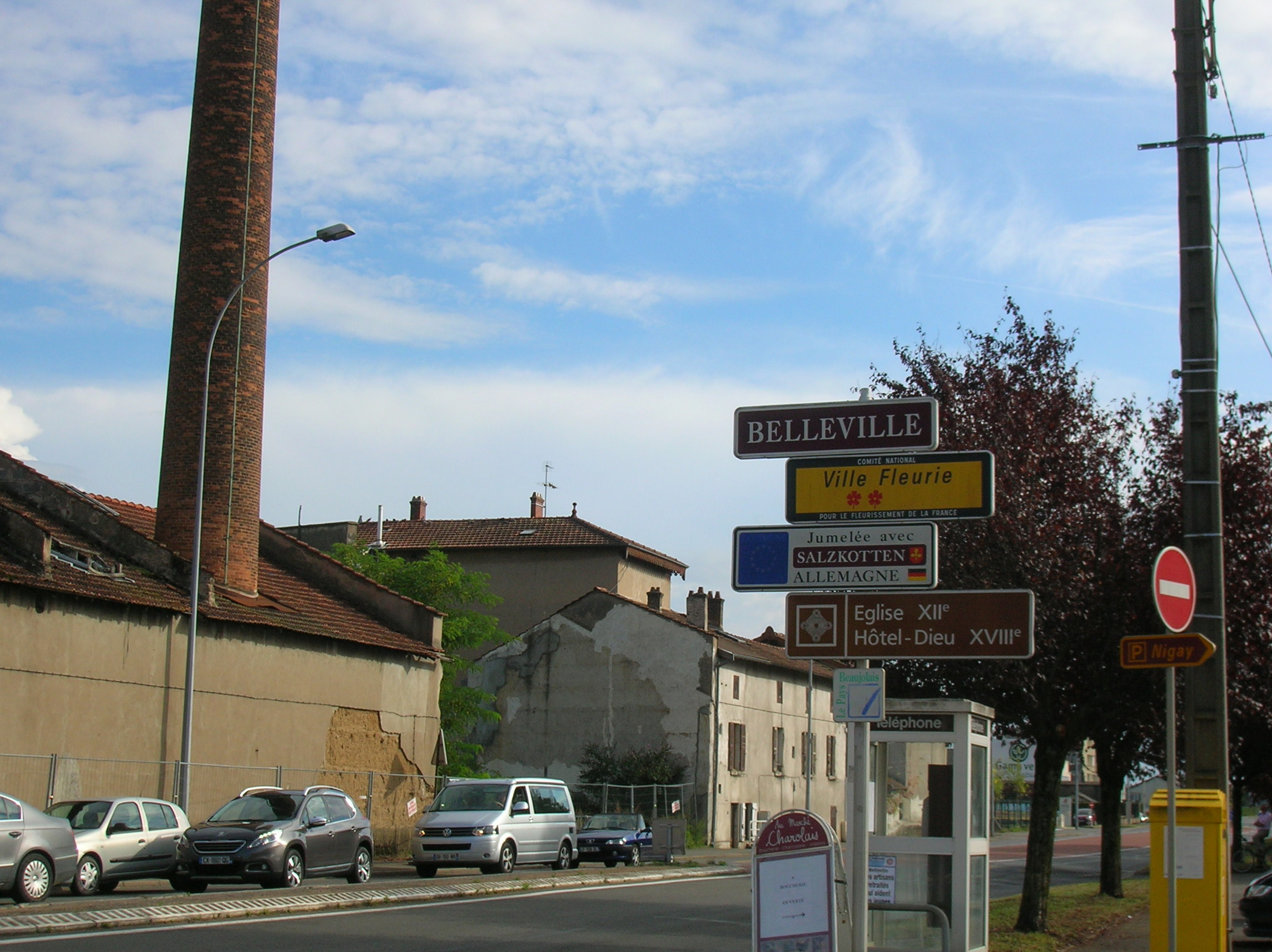
Panneaux à Belleville : le panneau du Comité national pour le fleurissement de la France présente encore les « deux fleurs ». Nous apercevons également une partie des bâtiments des Etablissements C.Roux et fils, avec notamment la cheminée.

En 2014, la commune obtient le niveau « une fleur » au concours des villes et villages fleuris.

### Héraldique
| Blason de Belleville (Rhône) | Blason  | D'azur à la salamandre d'argent dans sa patience de gueules. |
| Blason de Belleville (Rhône) | Détails |                                                              |

### Personnalités liées à la commune
- Étienne de Bourbon (1180-1261), prédicateur dominicain, y est né.
- La famille Roux, notamment Charles Roux (1854-1921), César Roux (1884-1927) et Charles Roux (1911-1979), fondateurs et propriétaires des Etablissements C.Roux et Fils, qui firent rayonner la ville de Belleville.
- Victor, Germain Roux (dit Cossieux) (1922-1945), fils de César (1884-1927), directeur des Etablissements C.Roux et fils, et de Blanche Mulsant (1884-1968),  Lieutenant l'Armée Secrète, groupe Périclés; instructeur puis chef de groupe à Lyon. Mort pour la France, Croix de guerre 39/45 avec palme, Légion d'Honneur, Médaille de la Résistance. Il grandit à Belleville.
- Jean-Philibert Damiron (1794-1862), philosophe, y est né.
- Philibert Claitte (1859-1938), sculpteur français, y est né.
- Jeanne Amen (1863-1923), peintre, y est née.
- Francis Popy (1874-1928), compositeur de musique, y est mort. L'école de musique de Belleville porte son nom, comme le parc qui l'entoure (et jouxte la mairie) ainsi qu'une rue de la ville.
- Gabriel Voisin (1880-1973), pionnier français de l'aéronautique, y est né.
- Ulysse Jean Ernest Gavignet (dit Galien), héros de la résistance, fondateur du réseau Galien, déporté au camp de Dachau (libéré en 1945). Plusieurs fois parachuté dans la région où il se cachait chez ses beaux-parents (rue Nationale - Belleville-sur-Saône). Mort à Paris en 1974. Il est inhumé dans l'ancien cimetière de Belleville où il fut rejoint par sa femme née Jeanne Mélinand, exactement 30 ans plus tard.
- Philippe Gardent (1964-), ancien joueur de handball, notamment champion du monde, y est né.
- Franck Durix (1965-), ancien joueur professionnel de football, y est né.